# Leugny (Yonne)
Leugny ist eine französische Gemeinde mit 317 Einwohnern (Stand: 1. Januar 2022) im Département Yonne in der Region Bourgogne-Franche-Comté (bis 2015: Burgund). Die Gemeinde gehört zum Arrondissement Auxerre und zum Kanton Cœur de Puisaye (bis 2015: Kanton Toucy). 

## Geografie
Leugny liegt in der Landschaft Puisaye, etwa 19 Kilometer südwestlich von Auxerre. Umgeben wird Leugny von den Nachbargemeinden Moulins-sur-Ouanne im Norden und Nordwesten, Diges im Norden und Nordosten, Ouanne im Süden und Osten, Levis im Süden und Südwesten sowie Lalande im Westen.

## Bevölkerungsentwicklung
| Jahr                      | 1962 | 1968 | 1975 | 1982 | 1990 | 1999 | 200 | 2013 |
| Einwohner                 | 418  | 406  | 377  | 333  | 325  | 336  | 349 | 371  |
| Quelle: Cassini und INSEE |      |      |      |      |      |      |     |      |

## Sehenswürdigkeiten

Kirche Saint-Martin

- Kirche Saint-Martin